# Anders Broholm
Anders Broholm (født 13. april 1984 i Gærum) er tidligere medlem af byrådet i Frederikshavn Kommune og folketingskandidat for Venstre i Nordjylland.

## Baggrund
Anders Broholm er sproglig student fra Frederikshavn Gymnasium i 2003 og senere uddannet cand. mag. i samfundsfag fra Aalborg Universitet suppleret med fag i innovation og entreprenørskab fra Syddansk Universitet. Siden 2009 har Anders Broholm arbejdet som gymnasielærer på Frederikshavns Gymnasium og undervist i fagene historie, samfundsfag og innovation. Broholm har været medlem af Venstre siden 1998 og haft flere organisatoriske poster i Venstres Ungdom og Venstre. 

## Politisk karriere
Anders Broholm blev første gang indvalgt i Frederikshavn byråd i 2005. Han blev genvalgt ved kommunalvalget i 2013 med 1.730 personlige stemmer og i 2017 med 1.410 personlige stemmer.
Broholm har tidligere været gruppeformand for Venstres byrådsgruppe og formand for Sundhedsudvalget. 
I perioden 2006-2009 var Broholm medlem af Regionsrådet i Nordjylland valgt med 2115 personlige stemmer. 
Broholm blev for første gang opstillet til Folketinget i Frederikshavnkredsen i 2007, men opnåede ikke valg. Det var heller ikke tilfældet ved folketingsvalget i 2011 hvor Broholm på trods af 5778 personlige stemmer ikke opnåede valg. Broholm fik flere personlige stemmer end Preben Bang Henriksen, der blev valgt på det femte og sidste Venstremandat i storkredsen, men blev på grund af fordelingen af partistemmer overhalet af førnævnte.
Broholm har siden folketingsvalget i 2007 været 1. suppleant for Venstre i Nordjyllands Storkreds. I perioden har han optrådt som midlertidigt folketingsmedlem tre gange (31/10-14/11 2008, 1/4-30/4 2008 og 22/1-28/1 2008). Den 8. oktober 2012 blev Anders Broholm enstemmigt valgt som folketingskandidat i Jammerbugtkredsen i Nordjyllands Storkreds. 
Her står han til at tage over efter Tina Nedergaard der tidligere har været valgt i opstillingskredsen. 
Ifølge flere analyser var Broholm blandt de nye Venstrekandidater der i 2014 stod til at få en plads i Folketinget ved næste folketingsvalg.
I februar 2020 forlod han posten som byrådsmedlem i Fredrikshavn til fordel for en stilling i Børne- og Undervisningsministeriet i København.